# Luci Manli Vulsó (pretor 218 aC)
Luci Manli Vulsó (en llatí Lucius Manlius Vulso) va ser un magistrat romà.
Durant la Segona Guerra Púnica, mentre Publi Corneli Escipió era enviat a Hispania i Tiberi Semproni Llong I a l'Àfrica, Luci Manli Vulsó va ser enviat amb dues legions al nord d'Itàlia per pacificar els gals boii.